# Corendon-Circus/2019
Deze pagina geeft een overzicht van de Corendon-Circus-wielerploeg in 2019.

## Algemene gegevens
Sponsors: Corendon, Circus
Algemeen manager: Philip Roodhooft
Teammanager: Christoph Roodhooft
Ploegleiders: Michel Cornelisse, Kristof De Kegel, Bart Wellens
Fietsmerk: Canyon
Kleding: Kalas
Kopman: Mathieu van der Poel

## Renners
| Naam                       | Geboortedatum | Nationaliteit       | Ploeg 2018                  | Opmerking   |
| Mannen                     | Mannen        | Mannen              | Mannen                      | Mannen      |
| -------------------------- | ------------- | ------------------- | --------------------------- | ----------- |
| Ryan Cortjens              | 08-01-2001    | België              | Neo                         | Vanaf 01/09 |
| Dries De Bondt             | 04-07-1991    | België              | Veranda's Willems-Crelan    |             |
| Jens Dekker                | 13-12-1998    | Nederland           |                             | Tot 31/08   |
| Stijn Devolder             | 29-08-1979    | België              | Veranda's Willems-Crelan    |             |
| Petter Fagerhaug           | 29-09-1998    | Noorwegen           | Neo                         |             |
| Lasse Norman Hansen        | 11-02-1992    | Denemarken          | Aqua Blue Sport             |             |
| Roy Jans                   | 15-09-1990    | België              | Cibel-Cebon                 |             |
| Jimmy Janssens             | 30-05-1989    | België              | Cibel-Cebon                 |             |
| Tom Meeusen                | 07-11-1988    | België              |                             |             |
| Marcel Meisen              | 08-01-1989    | Duitsland           | Steylaerts-777              |             |
| Tim Merlier                | 30-10-1992    | België              | Veranda's Willems-Crelan    | Zomer       |
| Jonas Rickaert             | 07-02-1994    | België              | Sport Vlaanderen-Baloise    |             |
| Loris Rouiller             | 01-02-2000    | Zwitserland         | Neo                         |             |
| Joeri Stallaert            | 25-01-1991    | België              | Team Vorarlberg Santic      |             |
| Ben Tullet                 | 26-08-2001    | Verenigd Koninkrijk | Neo                         | Vanaf 01/09 |
| Ben Turner                 | 28-05-1999    | Verenigd Koninkrijk |                             | Tot 31/08   |
| David van der Poel         | 15-06-1992    | Nederland           |                             |             |
| Mathieu van der Poel       | 19-01-1995    | Nederland           |                             |             |
| Niels Vandeputte           | 19-09-2000    | België              |                             |             |
| Maarten van Trijp          | 06-10-1993    | Nederland           | Destil-Parkhotel Valkenburg |             |
| Otto Vergaerde             | 15-07-1994    | België              | WSA Pushbikers              |             |
| Gianni Vermeersch          | 19-11-1992    | België              | Steylaerts-777              | Zomer       |
| Philipp Walsleben          | 19-11-1987    | Duitsland           | P&S Team Thüringen          |             |
| Stagiair                   |               |                     |                             |             |
| Antoine Benoist            | 06-08-1999    | Frankrijk           | Neo                         |             |
| Brent Clé                  | 23-10-1995    | België              | Neo                         |             |
| Vrouwen                    |               |                     |                             |             |
| Ceylin del Carmen Alvarado | 06-08-1998    | Nederland           |                             |             |
| Ronja Eibl                 | 30-08-1999    | Duitsland           | Neo                         |             |

## Overwinningen op de weg
| Ronde van Antalya 1e etappe: Mathieu van der Poel 4e etappe: Roy Jans GP Denain Mathieu van der Poel Dwars door Vlaanderen Mathieu van der Poel Ronde van de Sarthe 1e etappe: Mathieu van der Poel Brabantse Pijl Mathieu van der Poel Amstel Gold Race Mathieu van der Poel Elfstedenronde Tim Merlier Halle-Ingooigem Dries De Bondt Belgisch kampioenschap wielrennen Tim Merlier | Ronde van de Elzas Proloog: *1) 1e etappe: Tim Merlier 4e etappe: Tim Merlier Puntenklassement: Tim Merlier Arctic Race of Norway 1e etappe: Mathieu van der Poel Ronde van Denemarken 3e etappe: Lasse Norman Hansen 5e etappe: Tim Merlier Ronde van Groot-Brittannië 4e etappe: Mathieu van der Poel 7e etappe: Mathieu van der Poel 8e etappe: Mathieu van der Poel Eindklassement: Mathieu van der Poel Memorial Rik Van Steenbergen Dries De Bondt |  |

*1) Ploeg Ronde van de Elzas: Merlier, Van der Poel, Vermeersch
Mannen: 2009 · 2010 · 2011 · 2012 · 2013 · 2014 · 2015 · 2016 · 2017 · 2018 · 2019 · 2020 · 2021 · 2022 · 2023 · 2024 · 2025
Vrouwen: 2020 · 2021 · 2022 · 2023 · 2024 · 2025
Androni Giocattoli-Sidermec · Bardiani-CSF · Burgos-BH · Caja Rural-Seguros RGA · Cofidis · Corendon-Circus · Delko-Marseille Provence · Total Direct Énergie · Euskadi-Murias · Gazprom-RusVelo · Hagens Berman Axeon · Israel Cycling Academy · Team Manzana Postobón · Neri Sottoli-Selle Italia-KTM · Nippo-Vini Fantini-Faizanè · Rally UHC Cycling · Riwal Readynez Cycling Team · Roompot-Charles · Sport Vlaanderen-Baloise · Team Arkéa Samsic · Team Novo Nordisk · Vital Concept-B&B Hotels · W52-FC Porto · Wallonie Bruxelles · Wanty-Gobert